# Боракс
Боракс (също наричан натриев тетраборат) е борно съединение с голямо значение, минерал и сол на борната киселина. Прахът от боракс е бял, съдържащ меки безцветни кристали, които са разтворими във вода. Обикновено под боракс се подразбира октахидратната форма на съединението, макар продаваният комерсиално боракс да е частично обезводнен.
Бораксът е съставка в много синтетични миещи вещества, козметични продукти и емайлови покрития. В биохимията се използва за направата на буферен разтвор. Освен това, намира приложение като фунгицид, инсектицид, огнезащитно вещество, флюс в металургията, защита от неутрони от радиоактивни източници, хранителна добавка (с Е-номер E285, използвана за консервиране), както и при производството на стъклена вата.
Бораксът е открит за пръв път в пресъхнали езерни корита в Тибет, откъдето е внесен по Пътя на коприната на Арабския полуостров през 8 век. Набира широка популярност през 19 век, когато започва да се добива в Долината на смъртта в САЩ.

## Химия

### Структура
Терминът боракс се използва често за редица тясно свързани минерали или химични съединения, които се различават по своето водно кристално съдържание:
- безводен натриев тетраборат, Na2B4O7;
- натриев тетраборат пентахидрат, Na2B4O7·5H2O;
- натриев тетраборат декахидрат, Na2B4O7·10H2O, или октахидрат, Na2B4O5(OH)4·8H2O.

От химична гледна точка, бораксът съдържа йона [B4O5(OH)4]2−. В тази структура съществуват два четирикоординатни борни центъра и два трикоординатни борни центъра.

### Взаимодействия
Бораксът се превръща лесно в борна киселина и други борати, които от своя страна също имат много приложения. Взаимодействието му със солна киселина за образуване на борна киселина е:
Na2B4O7·10H2O + 2 HCl → 4 B(OH)3 + 2 NaCl + 5H2O
Декахидратът е достатъчно стабилен, за да се използва като стандарт за титриметричен анализ. Когато боракс се постави в пламък, той приема жълто-зелен цвят.
Бораксът е добре разтворим в етиленгликол, умерено разтворим в диетиленгликол и метанол и слабо разтворим в ацетон. Слабо разтворим е в студена вода, но с повишаване на температурата на водата разтворимостта му се увеличава.

## Получаване
Декахидрат на Na2B4O7 може да се получи от многобройните естествени минерали, съдържащи натриев тетраборат. Може да се получи и чрез реакция на натриев карбонат с борна киселина при нагряване и чрез пропускане на въглероден диоксид през разтвор на натриев метаборат.